# 阿根廷群島

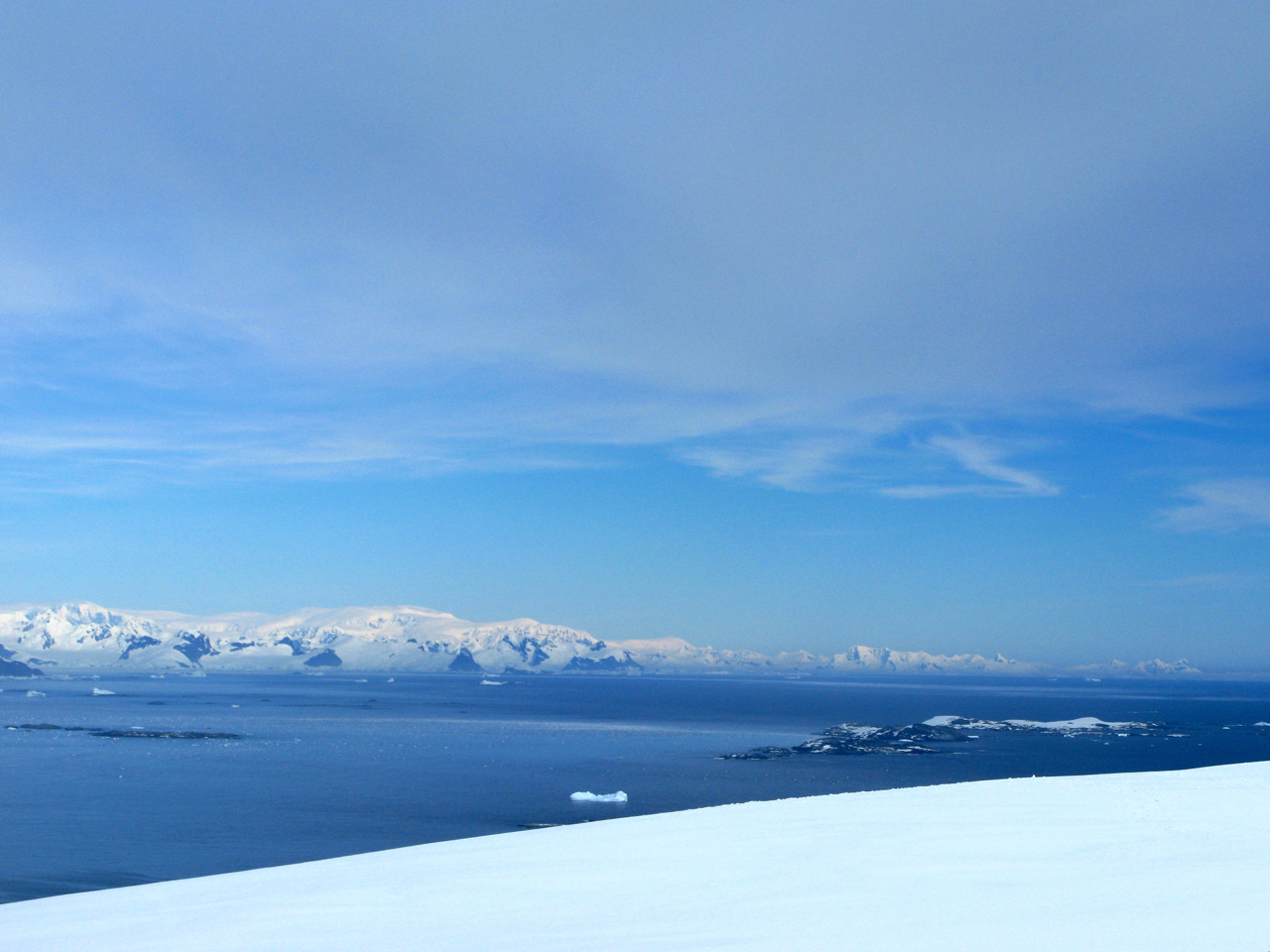

阿根廷群島（德語：Archipel Argentine）是南極洲的群島，是威廉群島的一部分，處於彼德曼島西南面9公里，由讓-巴蒂斯特·夏古率領的法國探險隊發現。
65°15′S 64°16′W / 65.250°S 64.267°W